# Muzeum Kolei Wąskotorowej w Wenecji
Muzeum Kolei Wąskotorowej znajduje się w miejscowości Wenecja, przy stacji kolejowej funkcjonującej w ruchu turystycznym linii kolejki wąskotorowej. 

## Galeria

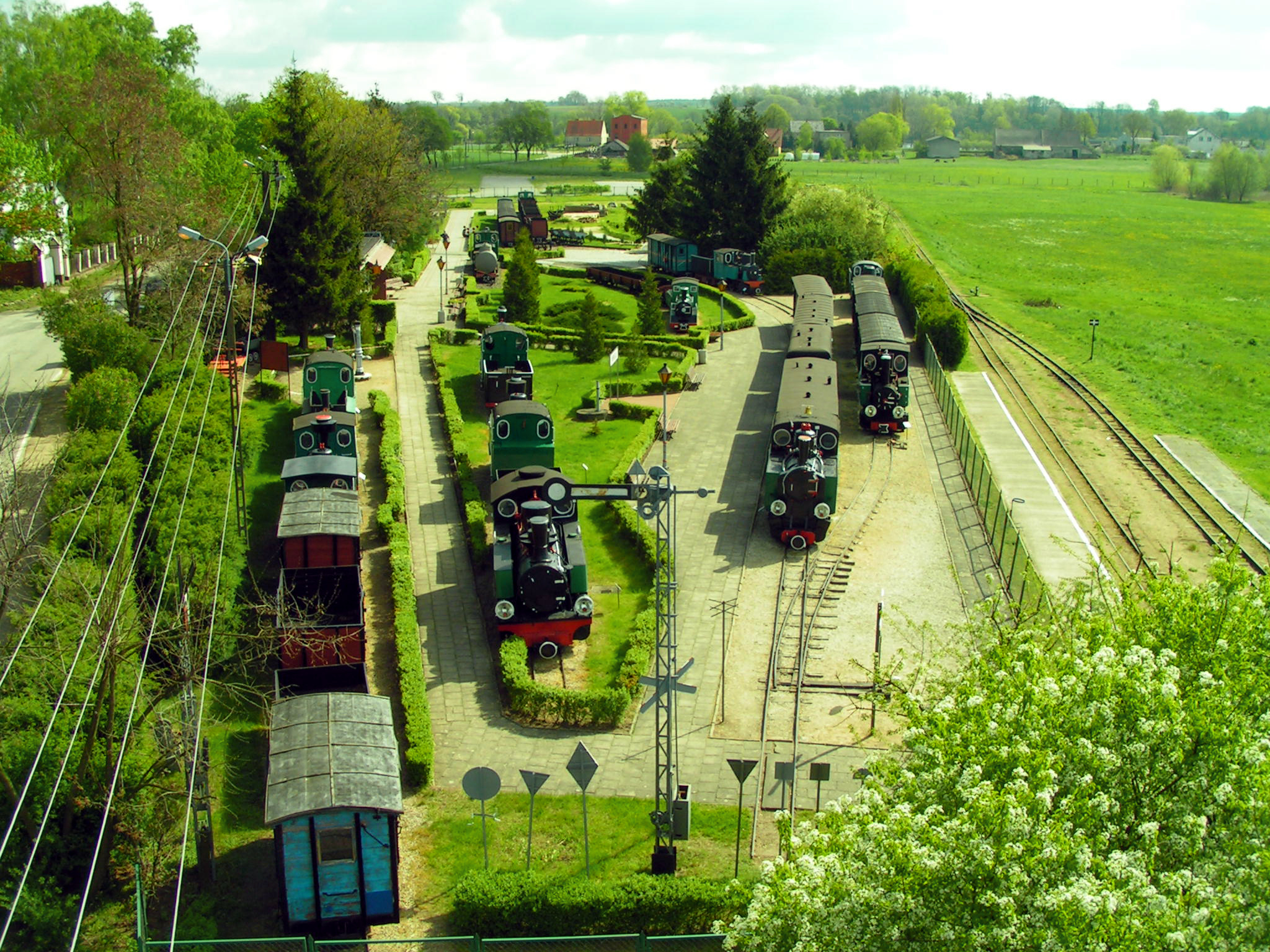
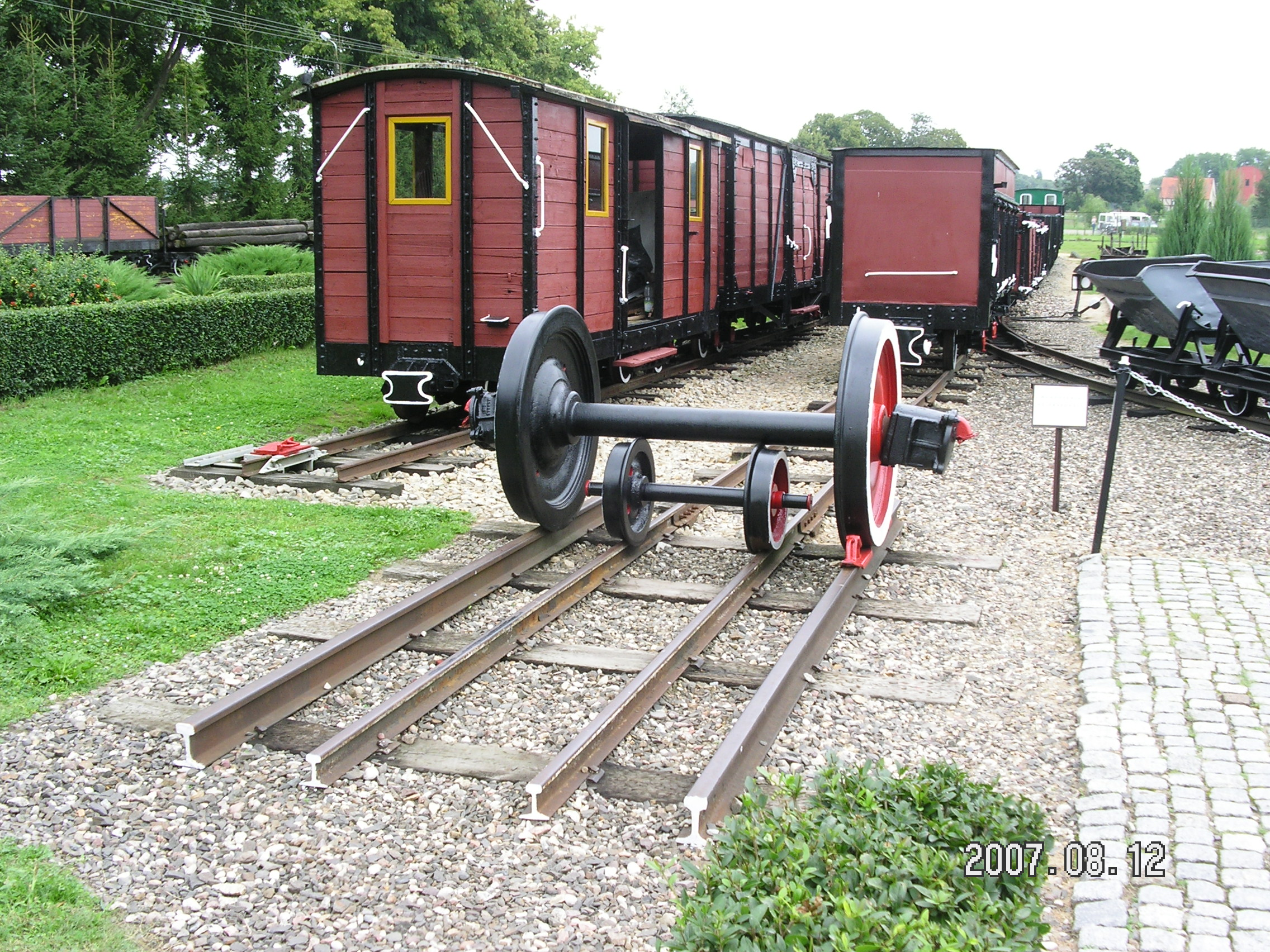
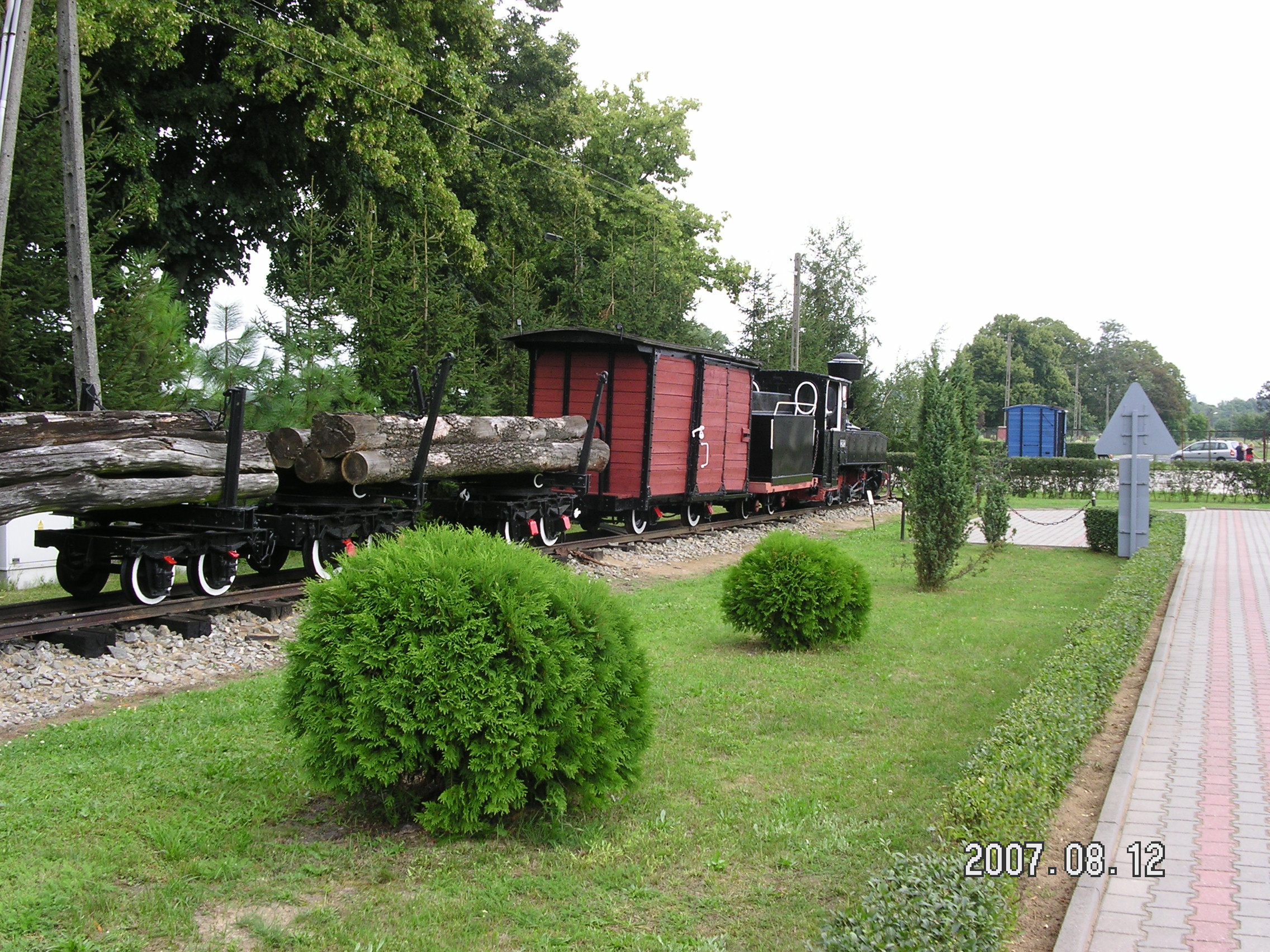
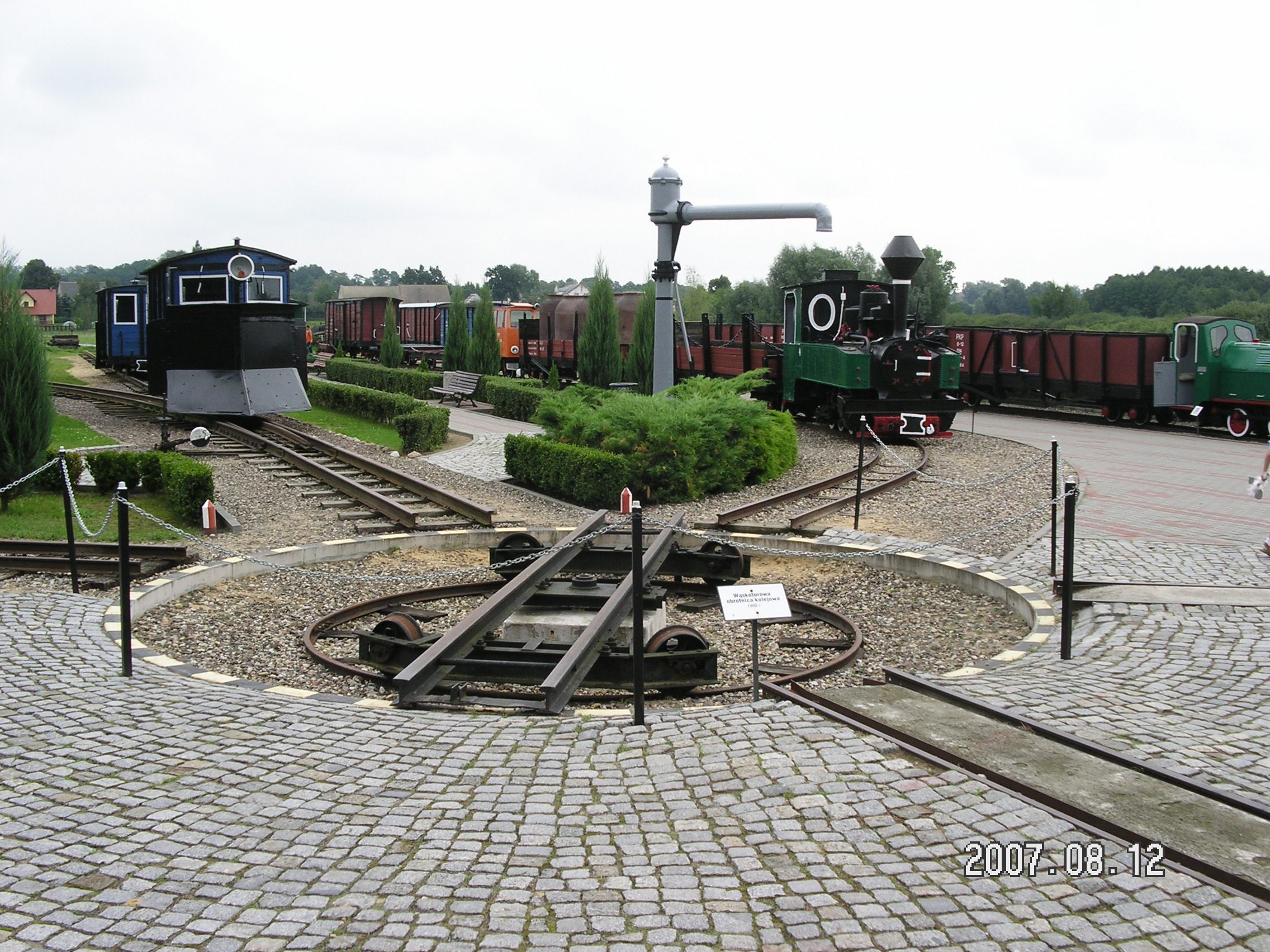
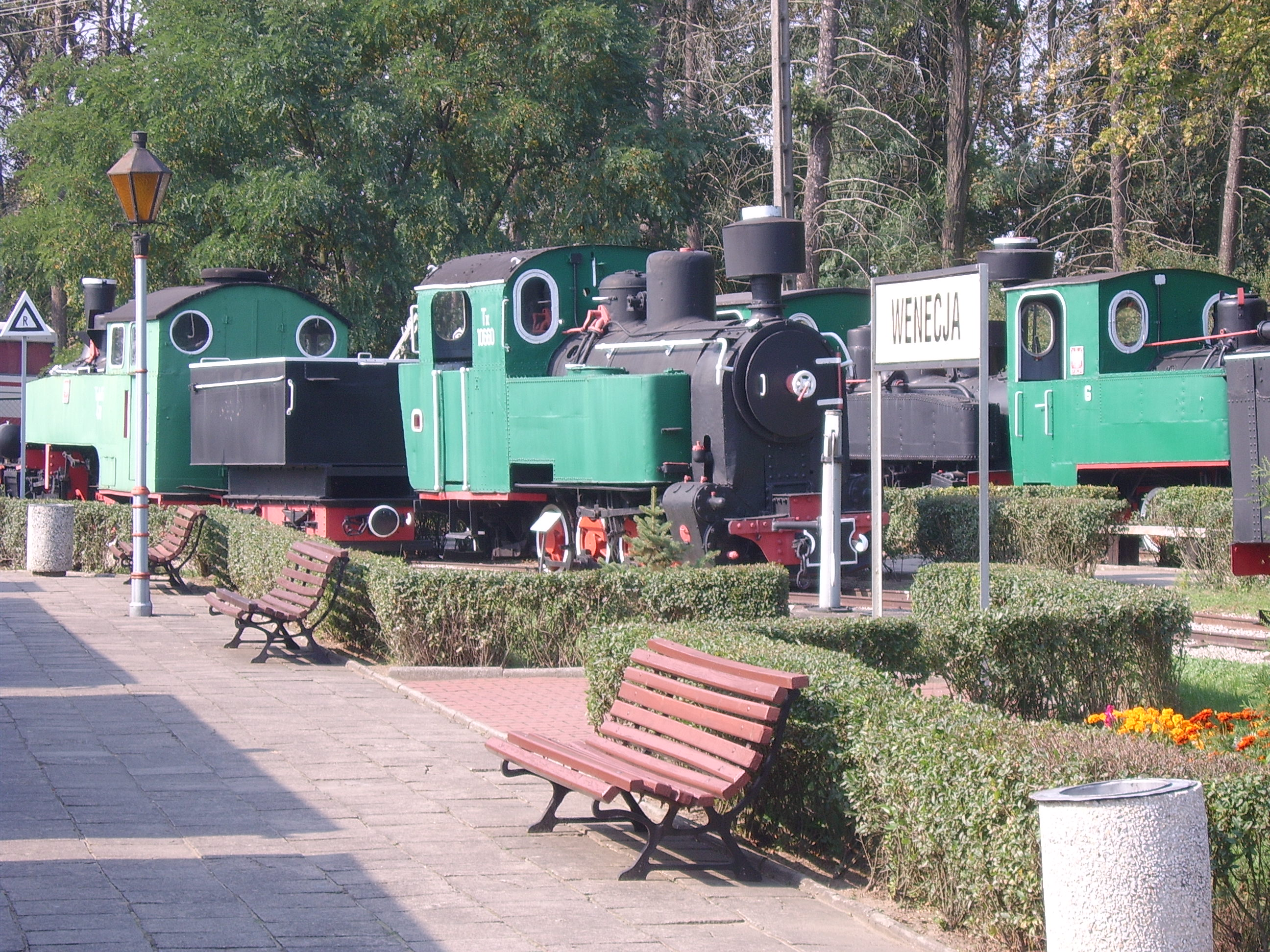

## Charakterystyka
Zostało otwarte 1 października 1972 roku. Jak podaje oficjalna strona muzeum, jest to największy tego typu skansen w Europie.

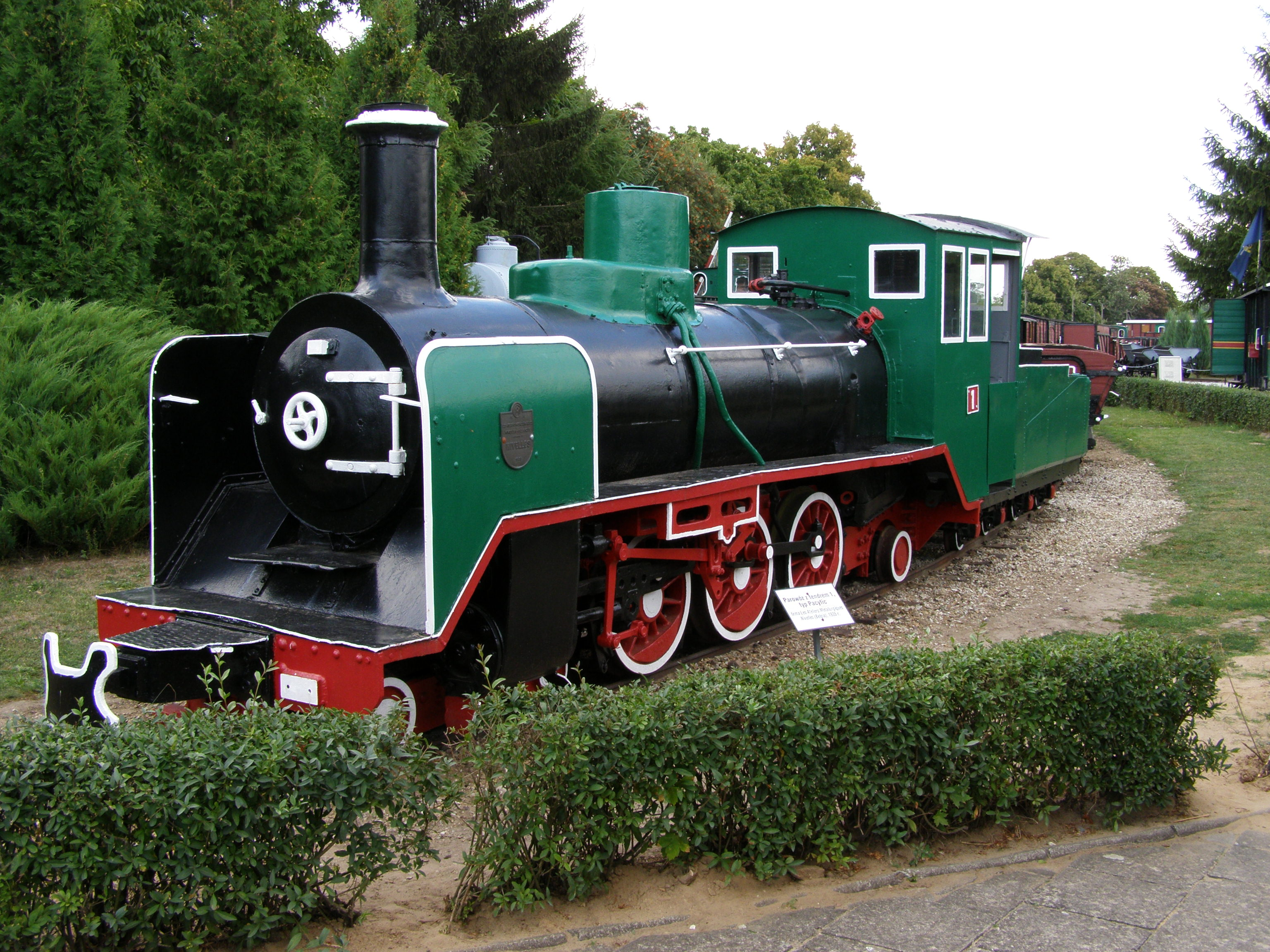
Parowóz typu Pacyfic, wyprodukowany w 1935 w Les Ateliers Métallurgiques, Nivelles (Belgia)

Do eksponatów Muzeum należy głównie tabor wąskotorowy, który w czasach dawniejszych funkcjonował m.in. na Żnińskiej Kolei Powiatowej oraz Bydgosko-Wyrzyskich Kolejach Dojazdowych. Część wystawianych wagonów i lokomotyw jest otwarta i umożliwia zwiedzanie ich wewnątrz. Wystawiony w muzeum wagon pocztowy pełni funkcję sklepiku z pamiątkowymi pocztówkami. W ekspozycji znajdują się także urządzenia techniczne, używane dawniej na liniach kolei wąskotorowych – m.in. obrotnica kolejowa, budka dróżnika, czy żuraw wodny dla parowozów.
Popularność muzeum była jednym z powodów wznowienia 23.05.1976 kursów Żnińskiej Kolei Dojazdowej (obecnie funkcjonującej pod nazwą Żnińska Kolej Powiatowa). Stacja wąskotorowa Wenecja Muzeum znajduje się przy samym muzeum.
Muzeum Kolei Wąskotorowej w Wenecji jest oddziałem Muzeum Ziemi Pałuckiej z siedzibą w Żninie.